# Блозва Костянтин Васильович
Костянти́н Васи́льович Бло́зва (1983—2014) — солдат резерву МВС України, учасник російсько-української війни.

## З життєпису
Народився 1984 року в місті Київ.
У часі війни пішов добровольцем; з 11 липня перебував у зоні бойових дій. Солдат резерву МВС України, 2-й батальйон спеціального призначення НГУ «Донбас»; гранатометник відділення ручних протитанкових гранатометів гранатометного взводу.
Загинув 18 липня 2014-го в бою з бойовиками бандоформування «Привид» біля Попасної — Луганська область. Був у складі групи, яка проводила розвідку місцевості на околиці Артемівська в напрямку Попасної. У пообідню пору група потрапила в засідку терористів та прийняла бій зі значно більшими силами противника. Під час бою Костянтин зазнав вогнепального поранення, несумісного з життям. Вважався зниклим безвісти.
Без Костянтина лишились дружина Катерина та син Тимур (проживають у Київській області).
7 травня 2015 року рішенням Білоцерківського міськрайонного суду його оголошено померлим та встановлено дату смерті — 18 липня 2014 року.

## Нагороди та вшанування
- 2 серпня 2014 року — за особисту мужність і героїзм, виявлені у захисті державного суверенітету та територіальної цілісності України, вірність військовій присязі під час російсько-української війни, відзначений — нагороджений орденом «За мужність» III ступеня (посмертно).
- Біля в'їзду до Попасної з нагоди першої річниці визволення українськими військами 22 липня 2015 року відкрито пам'ятний знак на честь полеглих бійців батальйону «Донбас» Костянтина Блозви, Ігоря Черняка та Сергія Бохонька.